# Lijst van Belgische etappewinnaars Ronde van Italië
Dit is een lijst van Belgische etappewinnaars in de Ronde van Italië.

## Ranglijst Belgische etappewinnaars in de Ronde van Italië
Renners in het vet gedrukt zijn renners die nu nog actief zijn.
| Naam | Aantal overwinningen |
| --- | -------------------- |
| Eddy Merckx | 24                   |
| Roger De Vlaeminck | 22                   |
| Rik Van Steenbergen | 15                   |
| Patrick Sercu | 13                   |
| Rik Van Looy | 12                   |
| Rik Van Linden | 9                    |
| Freddy Maertens | 7                    |
| Tim Merlier | 4                    |
| Philippe Gilbert Willy Planckaert Guido Reybrouck Willy Schroeders Albert Van Vlierberghe Rik Verbrugghe | 3                    |
| Emile Daems Thomas De Gendt Johan De Muynck Marc Demeyer Remco Evenepoel Frank Hoste Désiré Keteleer Gerard Loncke Roger Swerts Tim Wellens | 2                    |
| Walter Boucquet Frans Brands Joseph Bruyère Victor Campenaerts Hilaire Couvreur Armand Desmet Dries De Bondt Bart De Clercq Ronny De Witte Walter Godefroot Iljo Keisse Axel Merckx Eddy Planckaert Michel Pollentier Louis Proost Wilfried Reybrouck Ward Sels Georges Vandenberghe Lucien Van Impe Eric Van Lancker Willy Vannitsen Gustaaf Van Roosbroeck Félicien Vervaecke André Vlayen Wouter Weylandt Wout van Aert | 1                    |

## Lijst met alle Belgische etappewinnaars
Onderstaande lijst toont alfabetisch alle Belgische etappewinnaars in de Ronde van Italië (bijgewerkt tot en met de 21e etappe Ronde van Italië 2024). Het totaal aantal Belgische etappeoverwinningen bedraagt 162.
| Naam                   | Jaar | Etappe                                                       | Bijzonderheden   |
| ---------------------- | ---- | ------------------------------------------------------------ | ---------------- |
| Walter Boucquet        | 1964 | 12e etappe San Benedetto del Tronto - Roccaraso (257 km)     |                  |
| Frans Brands           | 1965 | 8e etappe Maratea - Catanzaro (103 km)                       |                  |
| Joseph Bruyère         | 1976 | 22e etappe deel A Arcore - Milaan (28 km)                    |                  |
| Victor Campenaerts     | 2021 | 15e etappe Grado - Gorizia (146 km)                          |                  |
| Hilaire Couvreur       | 1954 | 12e etappe Abetone - Genua (251 km)                          |                  |
| Emile Daems            | 1960 | 9e etappe deel A Livorno - Carrara (93 km)                   |                  |
| Emile Daems            | 1960 | 19e etappe Belluno - Trente (110 km)                         |                  |
| Dries De Bondt         | 2022 | 18e etappe Borgo Valsugana - Treviso (146 km)                |                  |
| Bart De Clercq         | 2011 | 7e etappe Maddaloni - Montevergine (110 km)                  |                  |
| Thomas De Gendt        | 2012 | 20e etappe Caldes/Val di Sole - Passo Dello Stelvio (219 km) | Koninginnenrit   |
| Thomas De Gendt        | 2022 | 8e etappe Napels - Napels (149 km)                           |                  |
| Johan De Muynck        | 1976 | 6e etappe Cosenza - Matera (207 km)                          |                  |
| Johan De Muynck        | 1978 | 3e etappe La Spezia - Cascina (183 km)                       |                  |
| Armand Desmet          | 1962 | 7e etappe Avellino - Montevergine (220 km)                   |                  |
| Roger De Vlaeminck     | 1972 | 6e etappe Montesano sulla Marcellana - Cosenza (190 km)      |                  |
| Roger De Vlaeminck     | 1972 | 15e etappe Parabiago - Parabiago (168 km)                    |                  |
| Roger De Vlaeminck     | 1972 | 18e etappe Sulden - Asiago (233 km)                          |                  |
| Roger De Vlaeminck     | 1972 | 19e etappe deel A Asiago - Arco (163 km)                     |                  |
| Roger De Vlaeminck     | 1973 | 2e etappe Keulen - Luxemburg (227 km)                        |                  |
| Roger De Vlaeminck     | 1973 | 11e etappe Lanciano - Benevento (230 km)                     |                  |
| Roger De Vlaeminck     | 1973 | 13e etappe Fiuggi - Bolsena (215 km)                         |                  |
| Roger De Vlaeminck     | 1974 | 4e etappe Sorrento - Sapri (208 km)                          |                  |
| Roger De Vlaeminck     | 1975 | 4e etappe Teramo - Campobasso (258 km)                       |                  |
| Roger De Vlaeminck     | 1975 | 6e etappe Bari - Castrovillari (213 km)                      |                  |
| Roger De Vlaeminck     | 1975 | 7e etappe deel B Padula - Potenza (80 km)                    |                  |
| Roger De Vlaeminck     | 1975 | 10e etappe Frosinone - Tivoli (176 km)                       |                  |
| Roger De Vlaeminck     | 1975 | 11e etappe Rome - Orvieto (158 km)                           |                  |
| Roger De Vlaeminck     | 1975 | 18e etappe Brescia - Baselga di Pinè (223 km)                |                  |
| Roger De Vlaeminck     | 1975 | 20e etappe Pordenone - Alleghe (179 km)                      |                  |
| Roger De Vlaeminck     | 1976 | 2e etappe Siracusa - Caltanissetta (210 km)                  |                  |
| Roger De Vlaeminck     | 1976 | 5e etappe Reggio di Calabria - Cosenza (220 km)              |                  |
| Roger De Vlaeminck     | 1976 | 8e etappe Selva di Fasano - Lago di Laceno (256 km)          |                  |
| Roger De Vlaeminck     | 1976 | 16e etappe Castellamonte - Arosio (258 km)                   |                  |
| Roger De Vlaeminck     | 1979 | 2e etappe Perugia - Castel Gandolfo (204 km)                 |                  |
| Roger De Vlaeminck     | 1979 | 9e etappe San Marino - Pistoia (248 km)                      |                  |
| Roger De Vlaeminck     | 1979 | 12e etappe Alessandria - Saint-Vincent-d'Aoste (204 km)      |                  |
| Ronny De Witte         | 1976 | 13e etappe Porretta Terme - Il Ciocco (146 km)               |                  |
| Marc Demeyer           | 1977 | 14e etappe Voghera - Vicenza (247 km)                        |                  |
| Marc Demeyer           | 1977 | 16e etappe deel A Triëst - Gemona del Friuli (107 km)        |                  |
| Remco Evenepoel        | 2023 | 1e etappe Fossacesia Marina - Ortona (19,6 km)               | tijdrit          |
| Remco Evenepoel        | 2023 | 9e etappe Savignano sul Rubicone - Cesena (35 km)            | tijdrit          |
| Philippe Gilbert       | 2009 | 20e etappe Napels - Anagni (203 km)                          |                  |
| Philippe Gilbert       | 2015 | 12e etappe Imola - Monte Berico (190 km)                     |                  |
| Philippe Gilbert       | 2015 | 18e etappe Melide - Verbania (170 km)                        |                  |
| Walter Godefroot       | 1970 | 8e etappe Rovereto - Bassano del Grappa (130 km)             |                  |
| Frank Hoste            | 1983 | 16e etappe deel A Orta San Giulio - Milaan (110 km)          |                  |
| Frank Hoste            | 1985 | 6e etappe Vittorio Veneto - Cervia (232 km)                  |                  |
| Iljo Keisse            | 2015 | 21e etappe Turijn - Milaan (178 km)                          |                  |
| Désiré Keteleer        | 1948 | 11e etappe Fiuggi - Perugia (265 km)                         |                  |
| Désiré Keteleer        | 1952 | 4e etappe Siena - Rome (250 km)                              |                  |
| Gerard Loncke          | 1933 | 7e etappe Rome - Napels (228 km)                             |                  |
| Gerard Loncke          | 1933 | 16e etappe Bassano del Grappa - Bolzano (148 km)             |                  |
| Freddy Maertens        | 1977 | Proloog in Monte di Procida (7,5 km)                         |                  |
| Freddy Maertens        | 1977 | 1e etappe Miseno - Avellino (175 km)                         |                  |
| Freddy Maertens        | 1977 | 4e etappe Isernia - Pescara (228 km)                         |                  |
| Freddy Maertens        | 1977 | 6e etappe deel A Spoleto - Gabicce Mare (185 km)             |                  |
| Freddy Maertens        | 1977 | 6e etappe deel B Gabicce Mare - Gabicce Mare (70 km)         |                  |
| Freddy Maertens        | 1977 | 7e etappe Gabicce Mare - Forlì (163 km)                      |                  |
| Freddy Maertens        | 1977 | 8e etappe deel A Forlì - Mugello (103 km)                    |                  |
| Axel Merckx            | 2000 | 8e etappe Corinaldo - Prato (255 km)                         |                  |
| Eddy Merckx            | 1967 | 12e etappe Caserta - Block Haus della Majella (220 km)       |                  |
| Eddy Merckx            | 1967 | 14e etappe Riccione - Lido degli Estensi (94 km)             |                  |
| Eddy Merckx            | 1968 | 1e etappe Campione - Novara (128 km)                         |                  |
| Eddy Merckx            | 1968 | 8e etappe San Giorgio - Bresci (225 km)                      |                  |
| Eddy Merckx            | 1968 | 12e etappe Goriza - Tre Cime di Lavaredo (213 km)            |                  |
| Eddy Merckx            | 1969 | 3e etappe Mirandola - Montecatini (188 km)                   |                  |
| Eddy Merckx            | 1969 | 4e etappe Montecatini - Circuito delle Terme (21 km)         |                  |
| Eddy Merckx            | 1969 | 7e etappe Viterbo - Terracina (206 km)                       |                  |
| Eddy Merckx            | 1969 | 15e etappe Cesenatico - San Marino (49,3 km)                 |                  |
| Eddy Merckx            | 1970 | 2e etappe Comerio - St Vincent (164 km)                      |                  |
| Eddy Merckx            | 1970 | 7e etappe Malcesine - Brentonico (130 km)                    |                  |
| Eddy Merckx            | 1970 | 9e etappe Bassano del Grappa - Treviso (56 km)               |                  |
| Eddy Merckx            | 1972 | 12e etappe deel A Forte dei Marmi - Forte dei Marmi (20 km)  |                  |
| Eddy Merckx            | 1972 | 14e etappe Savona - Monte jafferau (256 km)                  |                  |
| Eddy Merckx            | 1972 | 16e etappe Parabiago - Livigno (256 km)                      |                  |
| Eddy Merckx            | 1972 | 19e etappe deel B Arco - Arco (18 km)                        |                  |
| Eddy Merckx            | 1973 | Proloog (Duo-tijdrit) te Verviers (5.0 km)                   | met Roger Swerts |
| Eddy Merckx            | 1973 | 1e etappe Verviers - Keulen (137 km)                         |                  |
| Eddy Merckx            | 1973 | 4e etappe Genève - Aosta (163 km)                            |                  |
| Eddy Merckx            | 1973 | 8e etappe Lido delle Nazioni - Monte Carpegna (156 km)       |                  |
| Eddy Merckx            | 1973 | 10e etappe Alba Adriatica - Lanciano (174 km)                |                  |
| Eddy Merckx            | 1973 | 18e etappe Verona - Andalo (173 km)                          |                  |
| Eddy Merckx            | 1974 | 12e etappe Forte dei Marmi - Forte dei Marmi (40 km)         |                  |
| Eddy Merckx            | 1974 | 21e etappe Misurina - Bassano del Grappa (194 km)            |                  |
| Tim Merlier            | 2021 | 2e etappe Stupinigi - Novara (179 km)                        |                  |
| Tim Merlier            | 2024 | 3e etappe Novara – Fossano (166 km)                          |                  |
| Tim Merlier            | 2024 | 18e etappe Fiera di Primero - Padua (171 km)                 |                  |
| Tim Merlier            | 2024 | 21e etappe Rome - Rome (125 km)                              |                  |
| Eddy Planckaert        | 1987 | 5e etappe Montalcino - Terni (208 km)                        |                  |
| Willy Planckaert       | 1967 | 5e etappe Roma - Napoli (220 km)                             |                  |
| Willy Planckaert       | 1967 | 10e etappe Bari - Potenza (145 km)                           |                  |
| Willy Planckaert       | 1967 | 22e etappe deel B Madonna del Ghisallo - Milano (68 km)      |                  |
| Michel Pollentier      | 1977 | 21e etappe Binago- Binago (29 km)                            |                  |
| Louis Proost           | 1961 | 5e etappe Marsala - Palermo (144 km)                         |                  |
| Guido Reybrouck        | 1968 | 3e etappe St Vincent - Alba (168 km)                         |                  |
| Guido Reybrouck        | 1968 | 11e etappe Bassano del Grappa - Trieste (197 km)             |                  |
| Guido Reybrouck        | 1968 | 22e etappe Chieti - Napoli (235 km)                          |                  |
| Wilfried Reybrouck     | 1974 | 1e etappe Rome - Formia (164 km)                             |                  |
| Ward Sels              | 1968 | 4e etappe Alba - San Remo (162 km)                           |                  |
| Willy Schroeders       | 1961 | 3e etappe San Remo - Genua (149 km)                          |                  |
| Willy Schroeders       | 1961 | 19e etappe Vittorio Veneto - Trente (249 km)                 |                  |
| Willy Schroeders       | 1962 | 6e etappe Rieti - Fiuggi (193 km)                            |                  |
| Patrick Sercu          | 1970 | 5e etappe Lodi - Zingonia (155 km)                           |                  |
| Patrick Sercu          | 1971 | 13e etappe Salò - Sottomarina (218 km)                       |                  |
| Patrick Sercu          | 1971 | 14e etappe Chioggia - Bibione (170 km)                       |                  |
| Patrick Sercu          | 1973 | 9e etappe Carpegna - Alba Adriatica (243 km)                 |                  |
| Patrick Sercu          | 1974 | 2e etappe Formia - Pompei (121 km)                           |                  |
| Patrick Sercu          | 1974 | 10e etappe Carpegna - Modena (205 km)                        |                  |
| Patrick Sercu          | 1974 | 11e etappe deel B Il Ciocco - Forte dei Marmi (62 km)        |                  |
| Patrick Sercu          | 1975 | 2e etappe Modena - Ancona (249 km)                           |                  |
| Patrick Sercu          | 1975 | 12e etappe Chianciano Terme - Forte dei Marmi (232 km)       |                  |
| Patrick Sercu          | 1975 | 17e etappe deel A Omegna - Pontoglio (167 km)                |                  |
| Patrick Sercu          | 1976 | 1e etappe deel A Catania - Catania (64 km)                   |                  |
| Patrick Sercu          | 1976 | 1e etappe deel B Catania - Siracusa (78 km)                  |                  |
| Patrick Sercu          | 1976 | 10e etappe Roccaraso - Terni (203 km)                        |                  |
| Roger Swerts           | 1972 | 12e etappe deel B Forte dei Marmi - Forte dei Marmi (20 km)  |                  |
| Roger Swerts           | 1973 | Proloog (Duo-tijdrit) te Verviers (5.0 km)                   | met Eddy Merckx  |
| Wout van Aert          | 2025 | 9e etappe Gubbio - Siena (181 km)                            |                  |
| Georges Vandenberghe   | 1967 | 13e etappe Chieti - Riccione (253 km)                        |                  |
| Lucien Van Impe        | 1983 | 11e etappe Bibbiena - Pietresanta (191 km)                   |                  |
| Eric Van Lancker       | 1986 | 22e etappe Meran/Merano - Meran/Merano (108.6 km)            |                  |
| Rik Van Linden         | 1973 | 7e etappe Iseo - Lido delle Nazioni (248 km)                 |                  |
| Rik Van Linden         | 1973 | 17e etappe Forte dei Marmi - Verona (244 km)                 |                  |
| Rik Van Linden         | 1975 | 5e etappe Campobasso - Bari (224 km)                         |                  |
| Rik Van Linden         | 1976 | 3e etappe Caltanissetta - Palermo (163 km)                   |                  |
| Rik Van Linden         | 1976 | 15e etappe Varazze - Ozegna (216 km)                         |                  |
| Rik Van Linden         | 1977 | 2e etappe deel A Avellino - Foggia (118 km)                  |                  |
| Rik Van Linden         | 1978 | 1e etappe Saint-Vincent-d'Aoste - Novi Ligure (175 km)       |                  |
| Rik Van Linden         | 1978 | 5e etappe Prato - Cattolica (200 km)                         |                  |
| Rik Van Linden         | 1978 | 6e etappe Cattolica - Silvi Marina (218 km)                  |                  |
| Rik Van Looy           | 1959 | 1e etappe Milaan - Salsomaggiore Terme (135 km)              |                  |
| Rik Van Looy           | 1959 | 5e etappe Arezzo - Rome (243 km)                             |                  |
| Rik Van Looy           | 1959 | 11e etappe Ascoli Piceno - Rimini (245 km)                   |                  |
| Rik Van Looy           | 1959 | 14e etappe Verona - Rovereto (143 km)                        |                  |
| Rik Van Looy           | 1960 | 17e etappe deel B Bellaria - Forlì (81 km)                   |                  |
| Rik Van Looy           | 1960 | 8e etappe Forlì - Livorno (304 km)                           |                  |
| Rik Van Looy           | 1960 | 11e etappe Sestri Levante - Asti (180 km)                    |                  |
| Rik Van Looy           | 1961 | 13e etappe Mentana - Castelfidardo (279 km)                  |                  |
| Rik Van Looy           | 1961 | 15e etappe Florence - Modena (178 km)                        |                  |
| Rik Van Looy           | 1961 | 17e etappe Vicenza - Triëst (204 km)                         |                  |
| Rik Van Looy           | 1962 | 9e etappe Foggia - Chieti (205 km)                           |                  |
| Rik Van Looy           | 1962 | 11e etappe Fano - Castrocaro Terme (170 km)                  |                  |
| Willy Vannitsen        | 1958 | 1e etappe Milaan - Varese (178 km)                           |                  |
| Gustaaf Van Roosbroeck | 1973 | 3e etappe Luxemburg - Straatsburg (239 km)                   |                  |
| Rik Van Steenbergen    | 1951 | 1e etappe Milaan - Turijn (202 km)                           |                  |
| Rik Van Steenbergen    | 1951 | 15e etappe Brescia - Venetië (188 km)                        |                  |
| Rik Van Steenbergen    | 1952 | 6e etappe Rome - Napels (238 km)                             |                  |
| Rik Van Steenbergen    | 1952 | 9e etappe Ancona - Riccione (250 km)                         |                  |
| Rik Van Steenbergen    | 1952 | 10e etappe Riccione - Venetië (285 km)                       |                  |
| Rik Van Steenbergen    | 1953 | 9e etappe Follonica - Pisa (114 km)                          |                  |
| Rik Van Steenbergen    | 1954 | 5e etappe Bari - Napels (279 km)                             |                  |
| Rik Van Steenbergen    | 1954 | 16e etappe Riva del Garda - Abano Terme (131 km)             |                  |
| Rik Van Steenbergen    | 1954 | 17e etappe Abano Terme - Padua (105 km)                      |                  |
| Rik Van Steenbergen    | 1954 | 22e etappe Sankt-Moritz - Milaan (222 km)                    |                  |
| Rik Van Steenbergen    | 1957 | 1e etappe Milaan - Verona (191 km)                           |                  |
| Rik Van Steenbergen    | 1957 | 11e etappe Siena - Montecatini Terme (230 km)                |                  |
| Rik Van Steenbergen    | 1957 | 17e etappe deel B Como - Como (34 km)                        |                  |
| Rik Van Steenbergen    | 1957 | 20e etappe Levico Terme - Abano Terme (157 km)               |                  |
| Rik Van Steenbergen    | 1957 | 21e etappe Abano Terme - Milaan (257 km)                     |                  |
| Albert Van Vlierberghe | 1967 | 9e etappe Cosenza - Tarento (242 km)                         |                  |
| Albert Van Vlierberghe | 1969 | 5e etappe Montecatini - Follonica (194 km)                   |                  |
| Albert Van Vlierberghe | 1972 | 9e etappe Messina - Messina (166 km)                         |                  |
| Rik Verbrugghe         | 2001 | Proloog in Pescara (7,6 km)                                  |                  |
| Rik Verbrugghe         | 2002 | 7e etappe Viareggio - Lido di Camaiore (159 km)              |                  |
| Rik Verbrugghe         | 2006 | 7e etappe Cesena - Saltara (230 km)                          |                  |
| Félicien Vervaecke     | 1934 | 8e etappe Bari - Campobasso (245 km)                         |                  |
| André Vlayen           | 1957 | 4e etappe Ferrara - Cattolica (190 km)                       |                  |
| Tim Wellens            | 2016 | 6e etappe Ponte – Roccaraso (157 km)                         |                  |
| Tim Wellens            | 2018 | 4e etappe Catania – Caltagirone (191 km)                     |                  |
| Wouter Weylandt        | 2010 | 3e etappe Amsterdam - Middelburg (224 km)                    |                  |

 winnaars · 
roze trui · 
  puntenklassement · 
  bergklassement · 
 jongerenklassement · 
 intergiro · 
 ploegenklassement · 
 strijdlust · 
 zwarte trui
Giro d'Italia Next Gen · Giro Donne · Cima Coppi
 Belgische rozetruidragers · etappewinnaars
 Nederlandse rozetruidragers · etappewinnaars
Mannen:
1909 · 
1910 · 
1911 · 
1912 · 
1913 · 
1914 · 
1919 · 
1920 · 
1921 · 
1922 · 
1923 · 
1924 · 
1925 · 
1926 · 
1927 · 
1928 · 
1929 · 
1930 · 
1931 · 
1932 · 
1933 · 
1934 · 
1935 · 
1936 · 
1937 · 
1938 · 
1939 · 
1940 · 
1946 · 
1947 · 
1948 · 
1949 · 
1950 · 
1951 · 
1952 · 
1953 · 
1954 · 
1955 · 
1956 · 
1957 · 
1958 · 
1959 · 
1960 · 
1961 · 
1962 · 
1963 · 
1964 · 
1965 · 
1966 · 
1967 · 
1968 · 
1969 · 
1970 · 
1971 · 
1972 · 
1973 · 
1974 · 
1975 · 
1976 · 
1977 · 
1978 · 
1979 · 
1980 · 
1981 · 
1982 · 
1983 · 
1984 · 
1985 · 
1986 · 
1987 · 
1988 · 
1989 · 
1990 · 
1991 · 
1992 · 
1993 · 
1994 · 
1995 · 
1996 · 
1997 · 
1998 · 
1999 · 
2000 · 
2001 · 
2002 · 
2003 · 
2004 · 
2005 · 
2006 · 
2007 · 
2008 · 
2009 · 
2010 · 
2011 · 
2012 · 
2013 · 
2014 · 
2015 · 
2016 · 
2017 · 
2018 · 
2019 · 
2020 · 
2021 · 
2022 · 
2023 · 
2024 · 
2025
Vrouwen:
1988 · 
1989 · 
1990 · 
1991 ·
1992 ·
1993 · 
1994 · 
1995 · 
1996 · 
1997 · 
1998 · 
1999 · 
2000 · 
2001 · 
2002 · 
2003 · 
2004 · 
2005 · 
2006 · 
2007 · 
2008 · 
2009 · 
2010 · 
2011 · 
2012 ·
2013 · 
2014 ·
2015 ·
2016 ·
2017 ·
2018 ·
2019 ·
2020 ·
2021 ·
2022 ·
2023 ·
2024 ·
2025